# H-16 運輸者直升機
H-16 運輸者直升機（英語：Transporter)是一款由弗蘭克·皮亞塞基設計的串聯旋翼搜救、運輸直升機。在研發過程中，美國陸軍和美國空軍都對其進行了評估，但在第二架原型機墜毀後，該項目慘遭取消。

## 發展

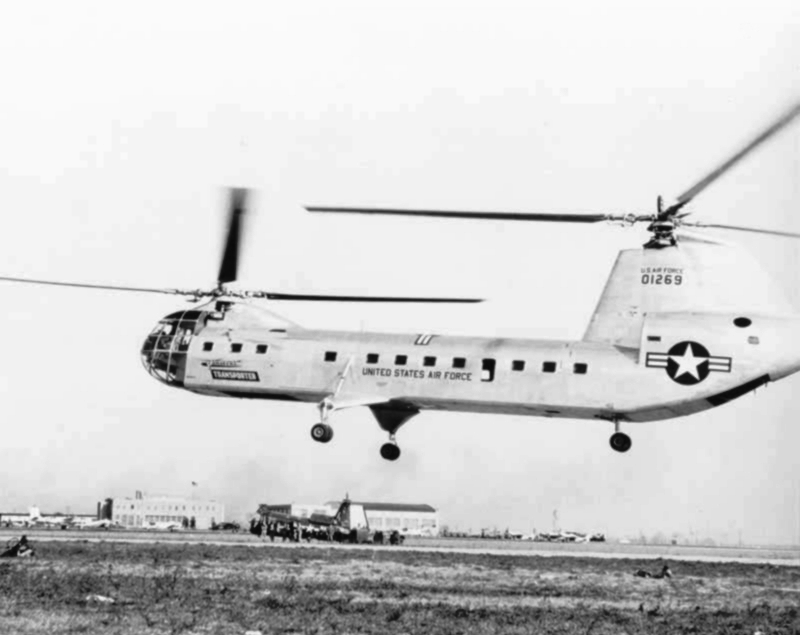

公司名稱是PV-15，並由公司創辦人由弗蘭克·皮亞塞基親自操刀設計。該設計於1953年9月15日在費城國際機場首次公開展示。
然而，1956年1月5日，第二架YH-16試驗機在新澤西上空試飛返回費城時墜毀。在事後調查時，發現墜機原因是機尾集電環出現故障，該集電環將飛行資料從裝有儀表的旋翼葉片傳送到機艙內的資料記錄器。集電環的軸承卡住，由此產生的扭矩負載切斷了後旋翼軸內的儀表立管。該鋼製立管的一段傾斜並與鋁製旋翼軸的內部接觸，在其中劃出加深的凹槽。旋翼軸最終在飛行中失效，進而導致後葉片和前葉片不同步並發生碰撞。
該意外導致飛機全毀，兩名試飛員哈羅德·彼得森（Harold Peterson）和喬治·卡拉漢（George Callahan）身亡。該意外最終導致YH-16的型號被徹底取消。

## 型號
XH-16/YH-16
裝備兩具普惠R-2180-E Twin Wasp E星型引擎，可搭載43名士兵，其中一架改裝成YH-16B
YH-16A
裝備兩具Allison T38-A-10渦輪軸發動機; 早期的編號為XH-27.
YH-16B
XH-16裝備兩具 Allison T56-A-5渦輪軸發動機

## 外部連結
- Piasecki H-16 page
- "Biggest Transport Helicopter Cruises 150 Miles Per Hour." （页面存档备份，存于） Popular Mechanics, January 1954, p. 119, bottom of page.